# ولادیمیر ایوانوف (بازیکن فوتبال، زاده ۱۹۷۳)
ولادیمیر ایوانوف (بلغاری: Владимир Иванов؛ زادهٔ ۶ فوریهٔ ۱۹۷۳) بازیکن فوتبال اهل بلغارستان است.
از باشگاه‌هایی که در آن بازی کرده‌است می‌توان به باشگاه فوتبال لوکوموتیو صوفیه، باشگاه فوتبال لفسکی صوفیه، و باشگاه فوتبال بروسیا مونشن‌گلادباخ اشاره کرد.
وی همچنین در تیم ملی فوتبال بلغارستان بازی کرده‌است.